# Jean-Michel Boris
Pour les articles homonymes, voir Boris.
Jean-Michel Boris, né Jean-Michel Possicelsky le 14 février 1933 à Bordeaux (Gironde) et mort le 5 novembre 2020, à Paris, est un directeur artistique français de salle de spectacle, directeur général de l'Olympia de 1979 à 2001.

## Biographie
Il est le fils de Jacques Boris, né Jacques Possicelsky à Paris le 7 octobre 1910  . Son père est déporté de Drancy à Auschwitz par le convoi n° 62 en date du 20 novembre 1943 mais s'échappe pendant le voyage en compagnie de 13 autres déportés. 
Jean-Michel Boris est le neveu de Paulette Coquatrix, sœur cadette de son père, et par alliance de Bruno Coquatrix.
Venu de Bordeaux à Paris à l'âge de 21 ans pour suivre des études de médecine, il en est dissuadé par son oncle qui lui propose de l'assister à l'Olympia.
Jean-Michel Boris rejoint l'Olympia le 5 novembre 1954 en tant que machiniste. Il apprend tous les métiers et est successivement électricien, projectionniste, sonorisateur, régisseur, programmeur.
Il devient directeur artistique de l'Olympia (1959-1970), codirecteur (1970-1979), puis directeur général (1979) à la mort de Bruno Coquatrix. Il conserve les commandes de cette célèbre salle de spectacle parisienne jusqu'au 17 juillet 2001.
Officier dans l'ordre national du Mérite du 11 février 1999, il est promu officier dans l'ordre national de la Légion d'honneur le 4 décembre 2001.
Personnage incontournable de l'histoire de l'Olympia, Jean-Michel Boris totalise près de 47 ans de carrière au service de cette maison.
Malade du Covid-19, il meurt le 5 novembre 2020 à l'âge de 87 ans. 
À l'occasion de sa disparition, les témoignages de sympathie à son égard se multiplient sur les réseaux sociaux et dans la filière professionnelle, et la mention « Merci Jean-Michel Boris » brille en lettres rouges sur la façade de l'Olympia pendant plusieurs jours. 
L'annonce de sa mort le 5 novembre n'a pas fait l'objet d'un quelconque hommage le jour même de la part des grands médias nationaux.

## Autres mandats
- Président du Fonds de soutien aux variétés (1989-1999).
- Vice-président du Syndicat des producteurs de spectacle.
- Administrateur des congés-spectacle.
- Membre de l'Académie Charles-Cros.
- Consultant artistique auprès du président d'Universal (2001).
- Chargé de la programmation au théâtre Déjazet (2001-2002).

## Publications

### Auteur ou coauteur
- 1991 : Jean-Michel Boris et Marie-Ange Guillaume, 28 boulevard des Capucines : la fabuleuse aventure de l'Olympia, Éditions Acropole  (ISBN 978-2735701469)
- 2003 : Jean-Michel Boris, Jean-François Brieu et Eric Didi, Olympia Bruno Coquatrix, 50 ans de music-hall, Éditions Hors Collection  (ISBN 978-2258062344) ; réédition sous le titre L’Olympia Bruno Coquatrix : 50 ans de concerts mythiques 1954-2004, Éditions France Loisirs, 2003  (ISBN 978-2744169120)
- 2011 : Jean-Michel Boris et Gervais, Monstres sacrés : portraits de la chanson, Éditions Fetjaine  (ISBN 978-2354252502)
- 2016 : Jean-Michel Boris, Le cadeau d'une vie, Éditions Calmann-Lévy  (ISBN 978-2702143056)

### Préfaces et avant-propos
- 2004 : Alain Wodrascka, Francis Vernhet (photographies), Jean-Michel Boris (préface), Docteur Renaud..., Éditions Carpentier  (ISBN 978-2841672752)
- 2006 : Alain Wodrascka, Francis Vernhet (photographies), Jean-Michel Boris (préface), Marc Lavoine, Éditions Carpentier  (ISBN 978-2841674435)
- 2011 : Alain-Guy Aknin et Stéphane Loisy, Jean-Michel Boris (préface), Mort Schumann : le géant de porcelaine, Éditions Carpentier  (ISBN 978-2841677290)
- 2014 : Georges Brassens, Journal et autres carnets inédits, Francis Cabrel (préface), Jean-Michel Boris (avant-propos), Éditions Le Cherche Midi  (ISBN 978-2749141527)

## Décorations
- Officier de la Légion d'honneur (2001)[12] ; chevalier (1991).
- Officier de l'ordre national du Mérite (1999) ; chevalier (1985)[réf. souhaitée].

### Source
- Notice biographique in Who's Who in France, éditions Jacques Lafitte, 2003.

### Archives sonores
- Entretien de Jean-Michel Boris dans Backstage, le podcast (diffusion en juillet 2019)
- Entretien intégral avec Jean-Michel Boris